# PZL-44
PZL-44 (рус. ПЗЛ-44) — пассажирский самолёт польской компании PZL.

## История
В 1935 году Министерство сообщения Польши выдало задание на разработку перспективного пассажирского самолёта, который мог бы заменить уже эксплуатирующиеся в LOT Дуглас DC-2. PZL предложил проект PZL-44 Wicher, разработанный Всеволодом Якимуком. Самолёт отличался новизной технологических решений. В сжатые сроки построили один прототип, который совершил первый полёт 12 марта 1938 года под управлением лётчика Болеслава Орлинского. Испытания прошли успешно. Несмотря на хорошие характеристики прототипа, LOT решили не полагаться на одну разработку и закупили американские Электры L-14. А самолёт в 1939 году начал экспериментальную эксплуатацию на местных авиалиниях в качестве грузового. По результатам этой работы решили заказать ещё 10 машин. Однако заказ так и не выполнили. Проектировался бомбардировочной вариант, получивший обозначение PZL-44B, но до реализации дело не дошло.
После начала Второй мировой войны, 4 сентября самолёт эвакуировали под Львов. При посадке самолёет получил серьёзные повреждения шасси и был брошен. Вскоре его захватили наступавшие советские войска. Впоследствии машину вывезли в Москву. Дальше следы PZL-44 теряются.

## Лётные данные

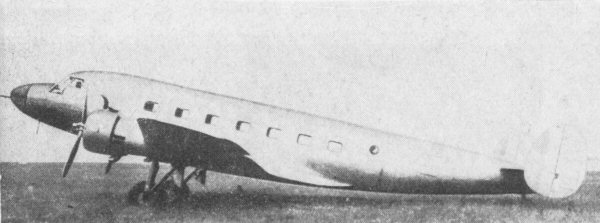
PZL-44 Wicher.

| Длина, м                    | 18,45 |
| Высота, м                   | 4,8   |
| Размах крыла, м             | 23,8  |
| Площадь крыла, м²           | 75    |
| Масса пустого, кг           | 5990  |
| Максимальная взлётная, кг   | 9500  |
| Крейсерская скорость, км/ч  | 326   |
| Максимальная скорость, км/ч | 374   |
| Потолок, м                  | 6000  |
| Дальность, км               | 2200  |
| Экипаж                      | 2     |
| Пассажиры                   | 14    |